# 小行星9613
小行星9613（英語：9613）是一颗围绕太阳公转的小行星。1993年1月26日，T. J. Balonek在基特峰发现了此天体。
这颗小行星的绝对星等为276.78583等。